# جوزدان (نجف أباد)
جوزدان (بالفارسية: جوزدان) هي قرية تقع في إيران في Jowzdan Rural District. يقدر عدد سكانها بـ 6,393 نسمة .